# Abdollah Karami
Abdollah Karami (tiếng Ba Tư: عبدالله کرمی; born ngày 27 tháng 2 năm 1983) là một cầu thủ bóng đá người Iran thi đấu cho Foolad ở Persian Gulf Pro League.

## Sự nghiệp câu lạc bộ
Karami gia nhập Shahin Bushehr năm 2007 sau khi trải qua 2 mùa giải tại Foolad. He signed a two-year với Sepahan vào mùa hè năm 2014 and was given number 10 jersey.

### Thống kê sự nghiệp câu lạc bộ
Tính đến 31 tháng 10 năm 2014
| Thành tích câu lạc bộ | Thành tích câu lạc bộ | Thành tích câu lạc bộ | Giải vô địch | Giải vô địch | Cúp       | Cúp       | Châu lục | Châu lục  | Tổng cộng | Tổng cộng |
| Mùa giải              | Câu lạc bộ            | Giải vô địch          | Số trận      | Bàn thắng    | Số trận   | Bàn thắng | Số trận  | Bàn thắng | Số trận   | Bàn thắng |
| Iran                  | Iran                  | Iran                  | Giải vô địch | Giải vô địch | Cúp Hazfi | Cúp Hazfi | Châu Á   | Châu Á    | Tổng cộng | Tổng cộng |
| --------------------- | --------------------- | --------------------- | ------------ | ------------ | --------- | --------- | -------- | --------- | --------- | --------- |
| 2006–07               | Foolad                | Pro League            | 10           | 1            | 0         | 0         | -        | -         | 10        | 1         |
| 2007–08               | Shahin                | Hạng đấu 1            | ?            | 5            |           |           | -        | -         |           |           |
| 2008–09               | Shahin                | Hạng đấu 1            | ?            | 1            |           |           | -        | -         |           |           |
| 2009–10               | Shahin                | Pro League            | 26           | 2            |           |           | -        | -         |           |           |
| 2010–11               | Shahin                | Pro League            | 27           | 2            | 1         | 0         | -        | -         | 28        | 0         |
| 2011–12               | Foolad                | Pro League            | 25           | 1            | 2         | 0         | -        | -         | 27        | 1         |
| 2012–13               | Foolad                | Pro League            | 24           | 4            | 0         | 0         | -        | -         | 24        | 4         |
| 2013–14               | Foolad                | Pro League            | 22           | 1            | 0         | 0         | 1        | 1         | 23        | 1         |
| 2014–15               | Sepahan               | Pro League            | 26           | 3            | 1         | 0         | 0        | 0         | 27        | 3         |
| Tổng cộng sự nghiệp   | Tổng cộng sự nghiệp   | Tổng cộng sự nghiệp   |              | 15           |           |           | 2        | 1         |           |           |

## Danh hiệu
Foolad
- Iran Pro League (1): 2013–14

Sepahan
- Iran Pro League (1): 2014–15